# Герцог Аберкорн

Герб герцогів Аберкорн.

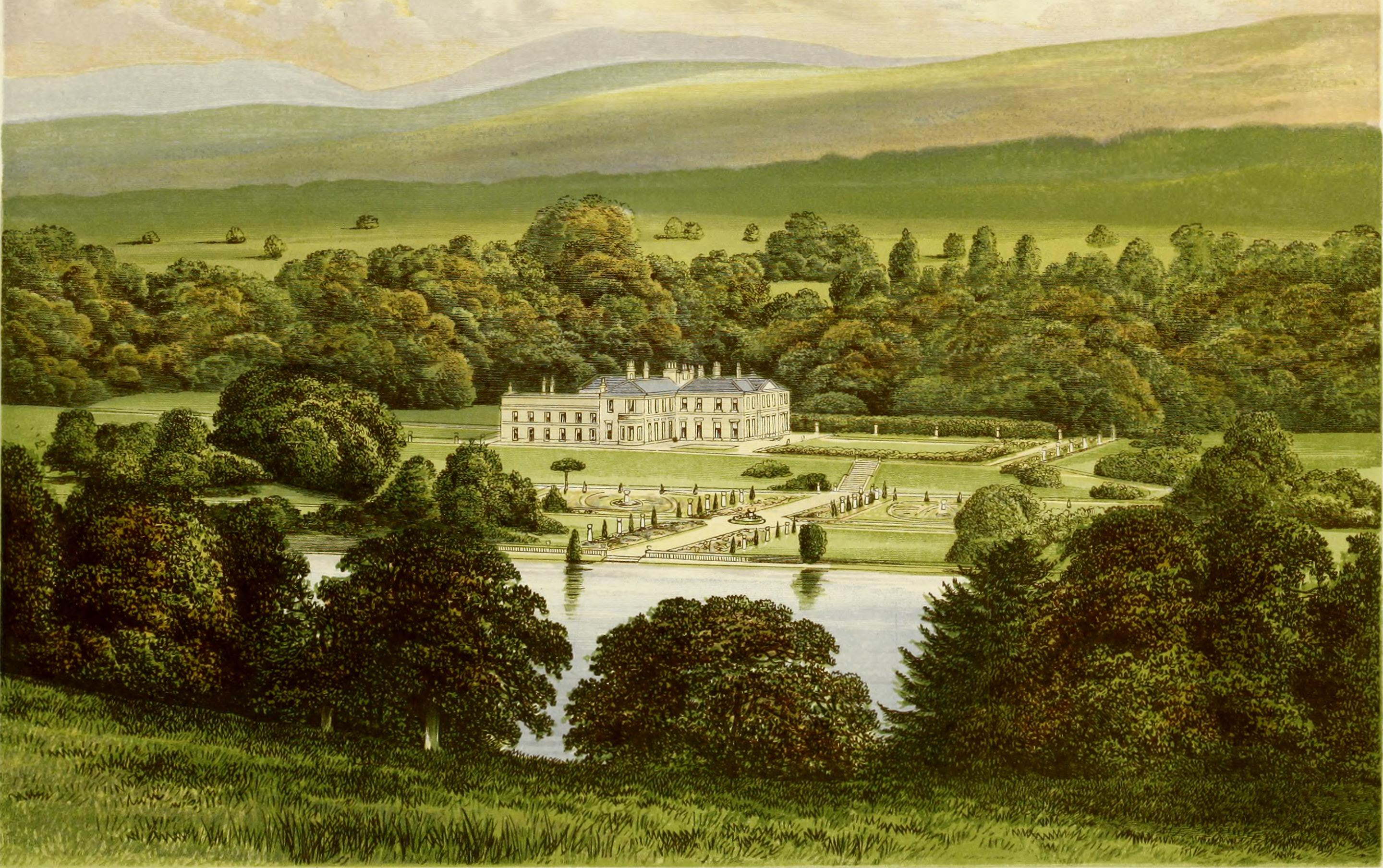
Замок Баронскорт. Малюнок 1840 року.

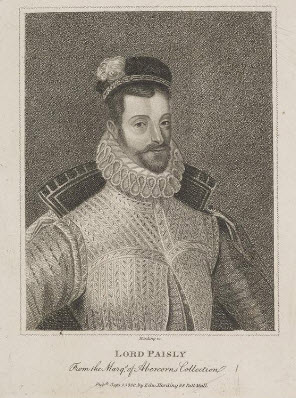
Клод Гамільтон – І лорд Пейслі.

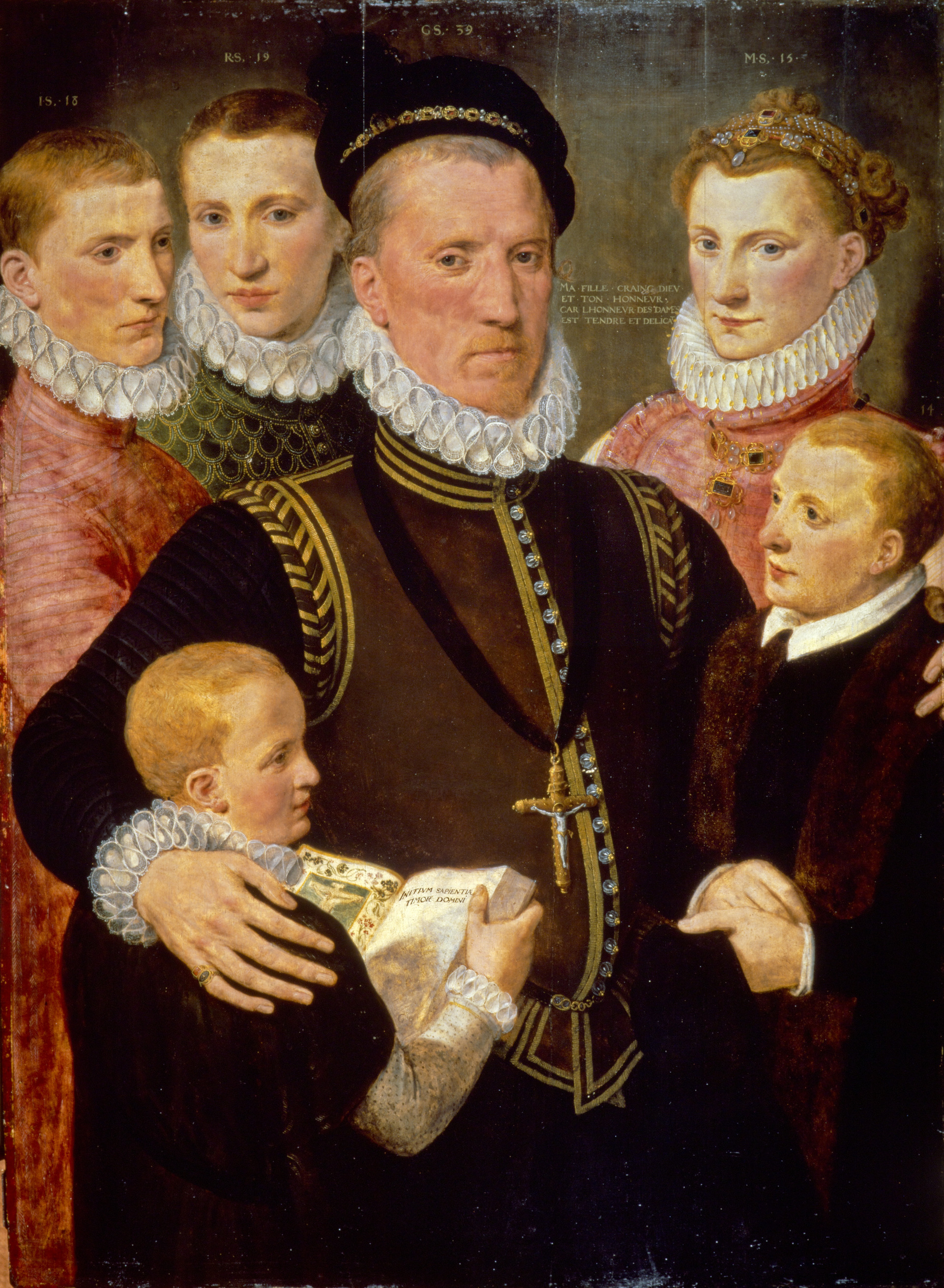
Маргарет Сетон (зправа вгорі) – дружина Клода Гамільтона.

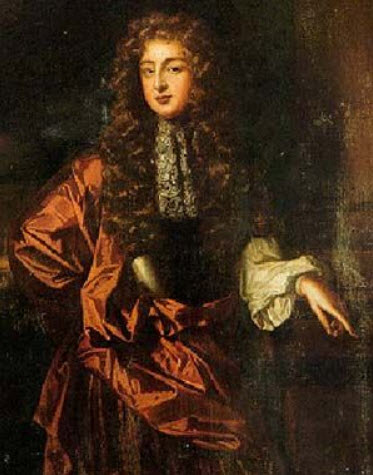
Клод Гамільтон – IV граф Аберкорн.

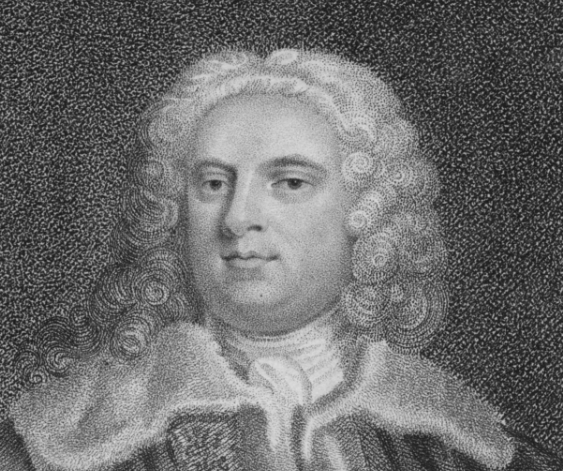
Джеймс Гамільтон – VІ граф Аберкорн.

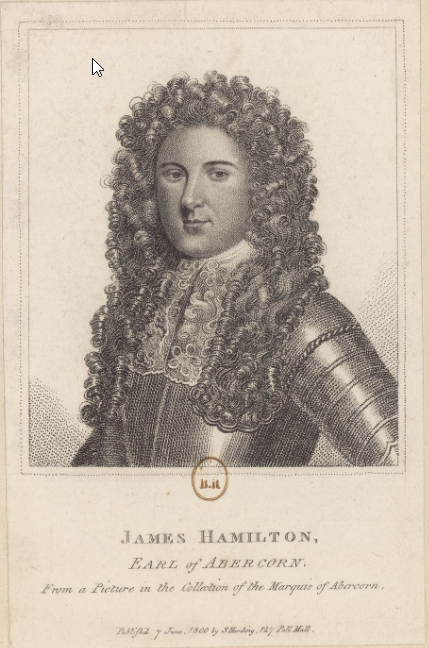
Джеймс Гамільтон – VІІ граф Аберкорн.

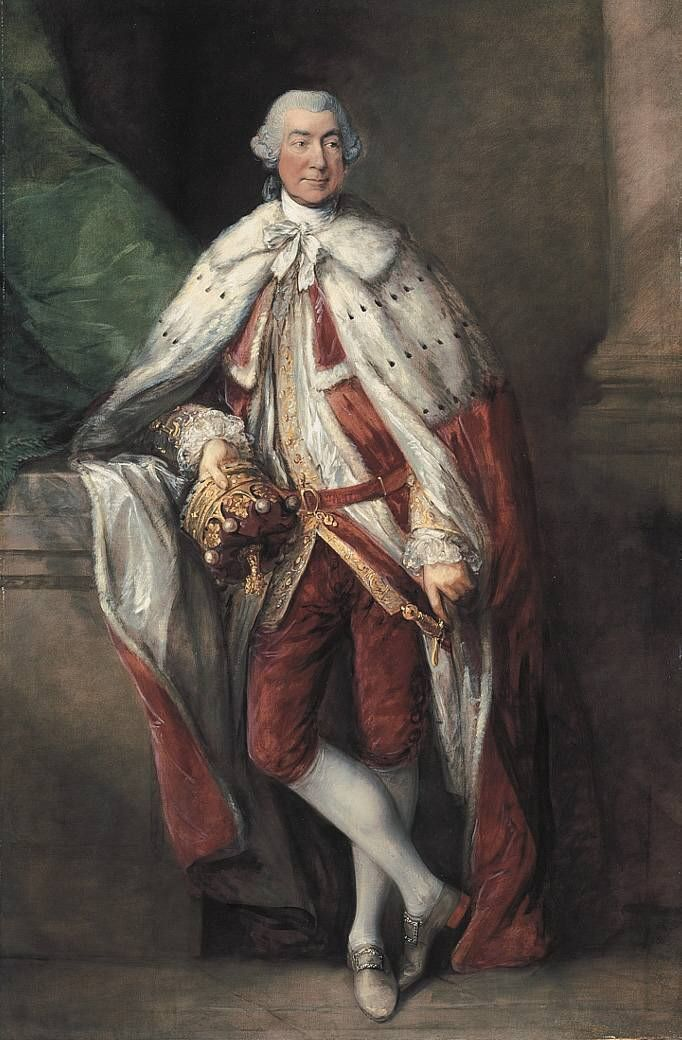
Джеймс Гамільтон – VІІІ граф Аберкорн.

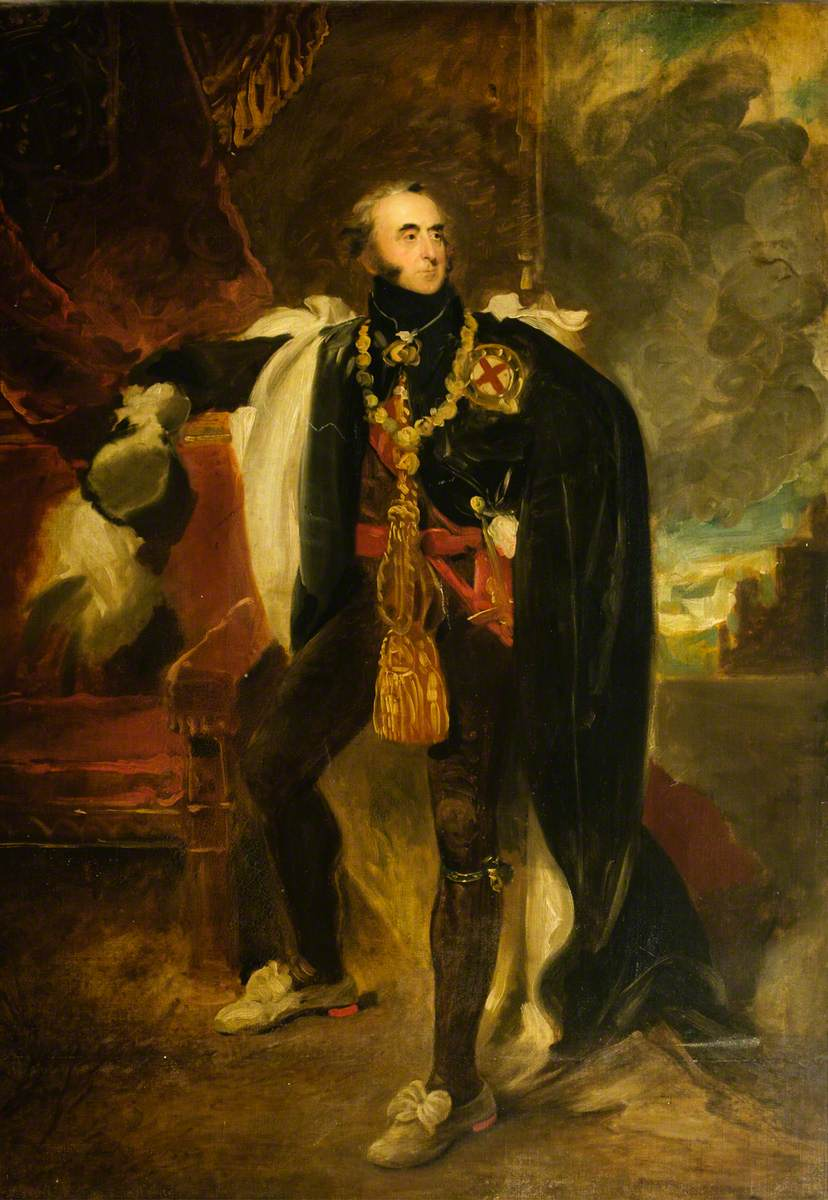
Джон Гамільтон – І маркіз Аберкорн.

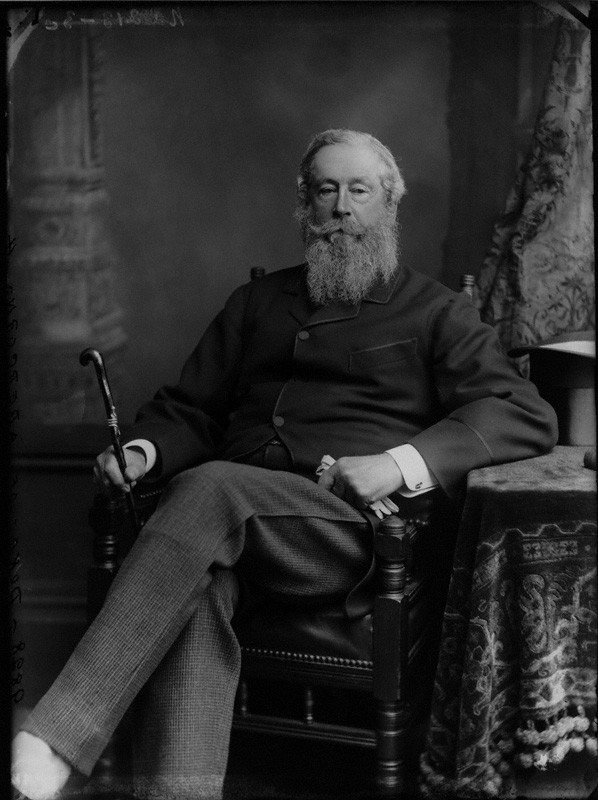
Джеймс Гамільтон – І герцог Аберкорн.

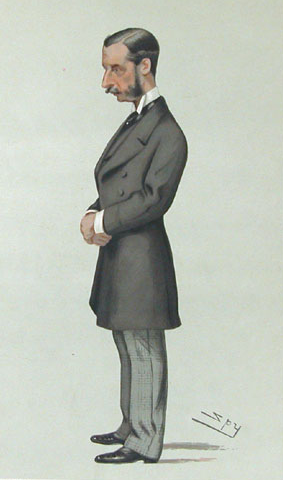
Джеймс Гамільтон – ІІ герцог Аберкорн. Карикатура.

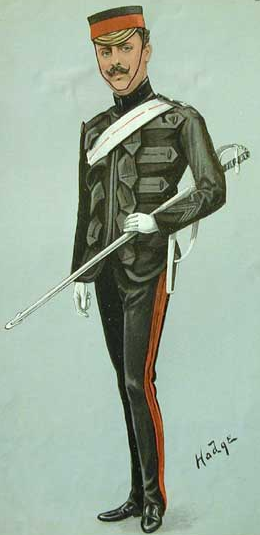
Джеймс Гамільтон – ІІІ герцог Аберкорн. Карикатура.

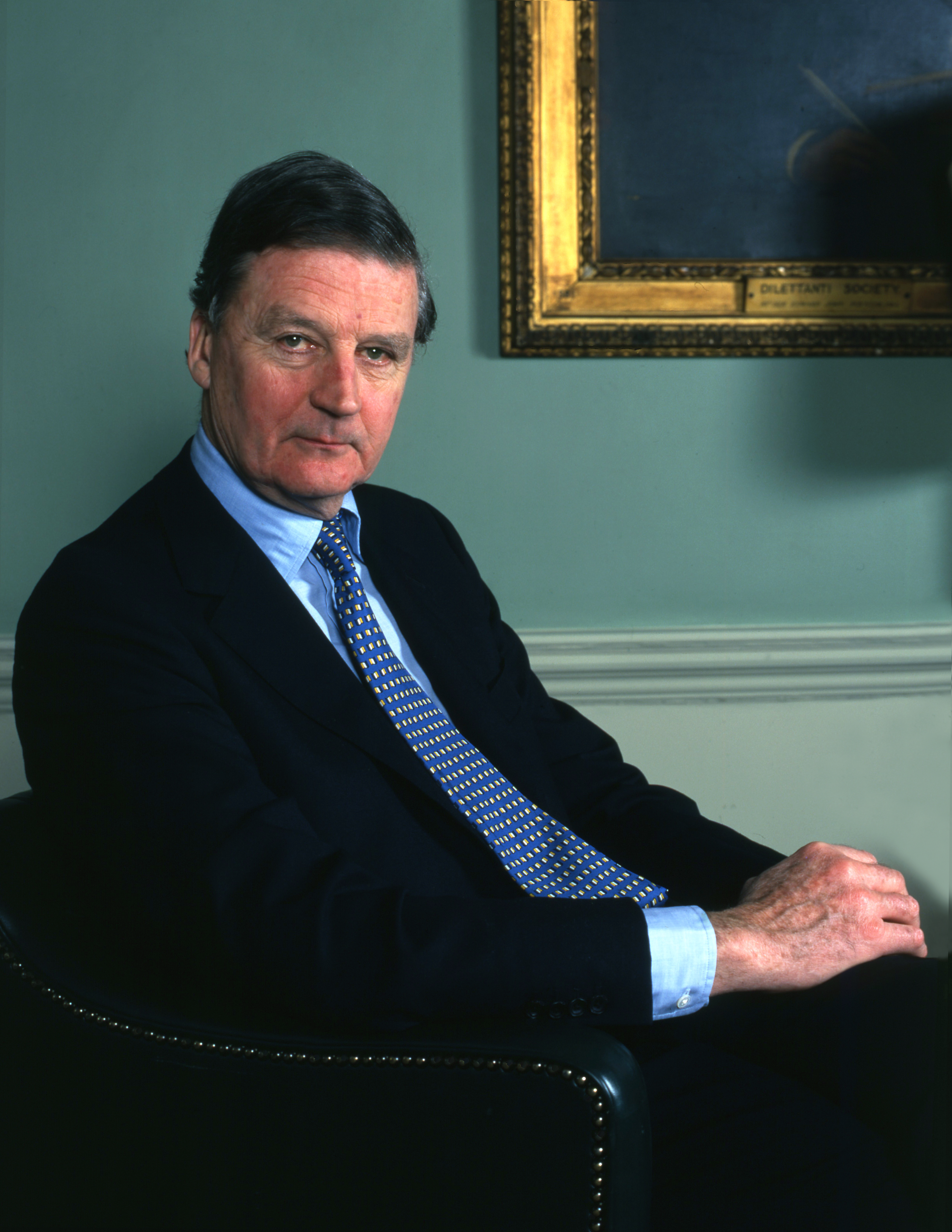
Джеймс Гамільтон – V герцог Аберкорн.

Герцог Аберкорн (англ. - Duke of Abercorn) – аристократичний титул в перстві Ірландії. 

## Гасло герцогів Аберкорн
Sola Nobilitas Virtus - «Єдине благородство — чеснота» (лат.)

## Історія герцогів Аберкорн
Титул герцога Аберкорн був створений в перстві Ірландії в 1868 році для Джеймса Гамільтона – ІІ маркіза Аберкорн. Титул належить до перства Ірландії, але назва титулу стосується місцевості Аберкорн, що лежить в Західному Лотіані, Шотландія. Герцог Аберкорн володіє чотирма титулами в перстві Шотландії, двома титулами в перстві Великої Британії, є одним з трьох перів, що володіють титулами одразу в трьох перствах. Герцог Аберкорн претендує на титул герцога Шатерльо, що створений в 1548 році в системі аристократичних титулів Франції. 
Король Шотландії Яків VI (він же король Англії Яків І) дарував за вірну службу і на знак своєї прихильності титул лорда Пейслі Клоду Гамільтону – третьому сину Джеймса Гамільтона – ІІ графа Арран. Клод Гамільтон (3 червня 1546 — 3 травня 1621) був відомим шотландським політиком. Клод народився в 1546 році (хрещений 9 червня) в Пейслі, Шотландія. Він був молодшим сином Джеймса Гамільтона та його дружини Маргарет Дуглас. Його батько був ІІ графом Арран у Шотландії та І герцогом Шательро у Франції. Родина його батька походила від Волтера ФіцГілберта – засновника дому Гамільтонів, що отримав баронство Кадзов від Роберта Брюса – короля Шотландії. Мати Клода була дочкою Джеймса Дугласа – ІІІ графа Мортон. Обоє батьків були шотландцями. Вони одружилися у вересні 1532 року. Його дядько – Джон Гамільтон, позашлюбний син його діда, І графа Арран, був абатом Пейслі приблизно під час народження Клода Гамільтона. У 1553 році цей дядько змінив Девіда Бітона на посаді архієпископа Сент-Ендрюса і погодився передати посаду коменданта замку Пейслі своєму племіннику Клоду Гамільтону, якому на той час було близько семи років. У березні 1560 року, коли йому було 14 років, Клода Гамільтона відправили як заручника до Англії, щоб гарантувати Бервікську угоду. Він та його родина були католиками та прихильниками Марії І Стюарт, королеви Шотландії. 2 травня 1568 року він допоміг їй втекти із замку Лох-Левен, а 13 травня воював за неї, розгромивши військо Лангсайд. Оскільки його маєтки були потім конфісковані, Клод Гамільтон вважався причетним до вбивства регента Джеймса Стюарта – І графа Морей в 1570 році, а також до вбивства регента Метью Стюарта – IV графа Леннокс в наступному році. У 1573 році йому повернули маєтки. 1 серпня 1574 року в замку Ніддрі Клод Гамільтон одружився з Маргарет Сетон – донькою Джорджа Сетона, VII лорда Сетон та його дружини Ізабель Гамільтон. Серед її братів і сестер були: Роберт Сетон – І граф Вінтон; сер Джон Сетон з Барнса – васал графа Лестера в 1575 році, придворний короля Філіпа II Іспанського і головний конюх короля Шотландії Якова VI; Олександр Сетон – І граф Данфермлайн, лорд Уркгарт, лорд Файві та пріор Плюкардена; сер Вільям Сетон, що одружився з Джанет Данбар. У Клода і Маргарет було п’ятеро синів і дочка: 
- Джеймс Гамільтон (1575 – 1618) – І графом Аберкорн
- Джон Гамільтон – одружився з Йоганною Еверард, донькою Левімуса Еверарда
- Клод Гамільтон (помер у 1614 р.) – радник Таємної Ради Ірландії
- Джордж Гамільтон (помер до 1657) з Грінлоу та Роскреа, двічі одружений і жив у Деррівуні
- Фредерік Гамільтон (1590 – 1647) – служив Швеції під час Тридцятилітньої війни, побудував замок Манорхамільтон, графство Лейтрім, Ірландія
- Маргарет Гамільтон (померла 1623) – вийшла заміж за Вільяма Дугласа, І маркіза Дуглас.

У 1562 році старшого брата Клода – Джеймса визнали божевільним. Його батько помер у замку Гамільтон 22 січня 1575 року. Його брат Джеймс як старший успадкував титул і маєток, але через його божевілля Джон, другий брат, був змушений заступити його. Потім у 1579 році таємна рада вирішила заарештувати його та його брата – лорда Джона Гамільтона (пізніше І  маркіза Гамільтон), щоб покарати їх за минулі злочини. Вони були обложені в замку Гамільтон. Брати втекли до королівства Англія, де королева Єлизавета І використовувала їх як пішаків у дипломатичній грі, а пізніше Клод недовго жив у Франції. У 1580 році його прийняв до католицької церкви брат Джеймс Тірі. У квітні 1583 року Клод Гамільтон перебував у вигнанні в Англії в замку Віддрінгтон в Нортумберленді. Він написав королеві Єлизаветі І Тюдор лист з проханням допомогти компенсувати витрати на проживання в цьому «тверезому домі». Повернувшись до Шотландії в 1586 році і знову втрутившись у політику, він намагався примирити короля Якова VI Шотландського з його матір’ю. Він спілкувався з королем Філіпом II Іспанським в інтересах Марії Стюарт та римо-католицької релігії, і ні провал змови Ентоні Бабінгтона, ні навіть поразка іспанської армади не поклали край цим інтригам. У 1587 році він отримав титул лорда Шотландії як лорд Пейслі. Завдяки цьому родина Гамільтонів отримала ще одне місце в парламенті, одне місце займав його старший брат Джон – місце свого старшого брата Джеймса під час його божевілля. Це місце в шотландському парламенті було зайнято після його смерті його онуком Джеймсом – ІІ графом Аберкорном і лордом Пейслі, що став допоміжним титулом графів, пізніше маркізів і герцогів Аберкорн. У 1589 році деякі з його листів були перехоплені і він був кинутий за грати, зник з громадського життя. У останні роки життя він страждав від психічної хвороби. У листопаді 1590 року він розплакався після читання Біблії, і вважалося, що він не одужає «з огляду на недугу, яка переслідувала і впала на багатьох нащадків цього дому». Його старший брат Джеймс Гамільтон – ІІІ граф Арран, страждав на психічну хворобу з 1562 року. У 1598 році він дозволив Джеймсу, своєму старшому синові, якого назвали Майстром Пейслі, діяти від його імені щодо всіх справ. Його дружина померла в березні 1616 року. Його син помер перед ним у 1618 році. Клод Гамільтон помер у 1621 році та був похований в абатстві Пейслі. Його спадкоємцем став його онук Джеймс Гамільтон – ІІ граф Аберкорн.
Син Клода Гамільтона – Джеймс Гамільтон отримав титул лорд Аберкорн 5 квітня 1603 року. 10 липня 1606 року він же був нагороджений титулами граф Аберкорн, лорд Пейслі, Гамільтон, Маункастелл та Кілпатрік. Джеймс Гамільтон (1575 – 1618) – І граф Аберкорн був шотландським дипломатом. Переселився до Ірландії. Про його молодість нічого не відомо. Будучи старшим сином, він отримав титул магістра Пейслі за шотландським звичаєм. Незадовго до або в 1592 році магістр Пейслі одружився з Маріон – донькою Томаса Бойда, IV  лорда Бойд. Меріон була католичкою і в 1628 році була відлучена від церкви синодом Шотландської церкви в Глазго. У Джеймса та Меріон було дев’ятеро дітей: 
- Джеймс Гамільтон (бл. 1603 – бл. 1670) – спадкоємець титулів і майна.
- Клод Гамільтон (помер у 1638 р.) – поселився в Ірландії.
- Вільям Гамільтон (помер у 1681 р.) – отримав титул баронета Гамільтон з Вестпорт, був дипломатом, представляв Генрієтту Марію – вдову Карла I в Римі, при папському дворі.
- Джордж Гамільтон (бл. 1608 – 1679) – отримав титул баронета Гамільтон з Доналонг
- Олександр Гамільтон (помер до 4 травня 1669 р.) – заснував німецьку гілку родини.
- Анна Гамільтон (1592 – 1620) – одружилась з Г’ю Семпіллом, V лордjv Семпілл в 1611 році.
- Маргарет Гамільтон (померла 1642 р.) – одружилась з сером Вільямом Каннінгемом з Кепрінгтона
- Ізабель Гамільтон (1600 – 1620)
- Люсі Гамільтон (народилася до 1618 р.) – намічався шлюб з Рендалом МакДоннеллом, І маркізом Антрім, але весілля так і не відбулося.

У 1597 році майстер Пейслі був депутатом парламенту Шотландії від Лінлітгоу. Він також був призначений джентльменом спальні короля Шотландії Якова VI та радником Таємної Ради Шотландії.  У 1600 році король призначив його спадковим шерифом Лінлітгоу. 24 березня 1603 року Яків VI також став королем Англії як Яків I і з цього моменту правив обома королівствами в особистій унії. 5 квітня 1603 року Майстер Пейслі був призначений лордом Аберкорном з Лінлітгоуширу. Це зробило його першим із довгої лінії графів, потім маркізів і, нарешті, герцогів Аберкорн. Його дружина була близькою подругою Анни Датської. У травні 1603 року Анна Датська приїхала в замок Стерлінг, сподіваючись забрати свого сина принца Генріха, який перебував під опікою графа Мара. Анна знепритомніла під час обіду, і коли Джин Драммонд і Меріон Бойд, господиня Пейслі, віднесли її спати, в неї стався викидень.  Адвокат Томас Геддінгтон написав розповідь про ці події та сказав, що королева сказала своєму лікарю Мартіну Шенеру та володарці Пейслі, що вона випила «трошки бальзаму, який прискорив її аборт». У 1604 році лорд Аберкорн служив у королівській комісії, створеній для розгляду об’єднання корон Англії та Шотландії. Хоча проект провалився, король був задоволений його послугами. Він отримав великі земельні наділи в Шотландії. 10 липня 1606 року він був удостоєний титулу графа Аберкорн, барона Пейслі, барона Гамільтон, барона Маункастел та барона Кілпатрік. Він взяв участь в колонізації Ірландії. Отримав від короля землі в графстві Тірон, що були перед тим конфісковані в ірландського клану О’Ніл. Помер 23 березня 1618 року в Монктоні, Ейршир, Шотландія, раніше за свого батька, був похований 29 квітня 1618 року в церкві абатства Пейслі.
Титул успадкував його син Джеймс Гамільтон, що став ІІ графом Аберкорн. 8 травня 1617 року йому було даровано титули лорда Гамільтон, барона Страбейн в перстві Ірландії. Він поступився цими титулами своєму молодшому брату в 1633 році. Джеймс Гамільтон (бл. 1604 – бл. 1670) був католиком. Його, його дружину, його матір і більшу частину його родини переслідувала протестантська церква Шотландії як відступників. Виконуючи волю свого батька, він передав свій ірландський титул барона Гамільтона зі Страбен своєму молодшому братові Клод. Його молодші брати успадкували ірландські землі його батька, а він отримав шотландські землі, які він розтринькав, будучи глибоко в боргах наприкінці свого життя.  У 1627 році він одружився з Кетрін – вдовою герцога Леннокс. Йому було 22 роки, їй було близько 34 років – вона була на 10 років старша. Вона була одружена з лордом Есме Стюартом і мала від нього 11 дітей. Її перший чоловік помер у 1624 році, будучи ІІІ герцогом Леннокс. У листопаді 1632 року вона отримала королівську ліцензію, яка дозволяла їй зберегти свій титул герцогині. У Джеймса та Кетрін було троє синів, але перші двоє померли раніше від батька: 
- Джеймс (бл. 1635 – до 1670) – лорда Пейслі, спадкоємець, але помер раніше свого батька, не мав синів.
- Вільям (помер до 1670 р.) – полковник, помер раніше за батька, був неодруженим, брав участь у німецьких війнах.
- Джордж (бл. 1636 – до 1683) – успадкував титул, ІІІ граф Аберкорн.

Проблеми графа Аберкорн з церквою Шотландії почалися з процесу, розпочатого пресвітерієм Пейслі проти його матері та деяких її слуг. У червні 1626 року вона втекла до Джеймса Лоу, архієпископа Глазго, щоб отримати захист. Єпископ отримав листа від короля, написаного Вільямом Олександром, І графом Стірлінг, що наказував церкві не турбувати її, доки вона мовчить. Однак у квітні 1627 року граф Аберкорн повернувся зі своїх подорожей по континенту і спровокував церкву, відкрито оголосивши себе католиком. 20 січня 1628 року його мати була відлучена від церкви синодом церкви Шотландії. Він уникнув відлучення лише через свою відсутність при королівському дворі в Лондоні. Його дружина також була відлучена від церкви 3 лютого. 26 серпня 1632 року його мати померла в Единбурзі. 21 серпня 1637 року його дружина померла в Пейслі і була похована «без церемонії» 17 вересня. Як і його мати, вона була оголошена відступницею. Будучи католичкою, її поховали без релігійної церемонії. Її титул баронеси Кліфтон перейшов до Джеймса, її старшого сина від першого шлюбу. На той час його батько був у боргах, винен своїм кредиторам понад 400 000 мерків (приблизно 20 000 фунтів стерлінгів). У 1649 році сам Аберкорн був відлучений від Церкви Генеральною Асамблеєю Церкви Шотландії та отримав наказ покинути Шотландію. Він  помер близько 1670 року, і його спадкоємцем став його син Джордж як ІІІ граф Аберкорн. Однак Джордж помер неодруженим у Падуї. Титул графа перейшов до нащадків Клода Гамільтона, ІІ барона Гамільтона зі Страбен.
Титул графа успадкував в 1680 році Клод Гамільтон, що став IV графом Аберкорн. Він втратив свої титули та володіння в 1691 році, але його брат Чарльз Гамільтон – V граф Аберкорн домігся скасування конфіскацій і титули було відновлено. 
VI граф Аберкорн Джеймс Гамільтон володів титулами баронета Гамільтон з Дуналонга, що в графстві тірон, баронета Гамільтон з Нена, що в графстві Тіпперері з 1660 року. 2 вересня 1701 року він отримав титули барона Маунткастл та віконта Страбейн в перстві Ірландії. Джеймс Гамільтон – VI граф Аберкорн (бл. 1661 – 1734) був відомим шотландським та ірландським політиком. Отримав посади конюха та охоронця опочивальні короля Англії, Шотландії та Ірландії Карла II – прихильника католицизму. Але після смерті свого батька в бою, він прийняв сторону майбутнього короля Вільяма – прихильника протестантизу під час «Славетної революції». Він брав участь у якобітських (вільямітських) війнах, постачав місту Деррі запаси, які дозволили витримати облогу. Невдовзі після того, як він успадкував шотландське та ірландське перство від троюрідного брата, він отримав титул віконта в перстві Ірландії. Він одружився з Елізабет Редінг – донькою сера Роберта Редінга, І баронета Редінг з Дубліна та його дружини Джейн Ганн - вдови Чарльза Кута, І графа Маунтрата. Шлюб відбувся у січні 1684 року. У Джеймса та Елізабет було 14 дітей, у тому числі: 
- Джеймс Гамільтон (1686 – 1744) – VII графом Аберкорн.
- Джон Гамільтон (бл. 1694 – 1714) – ніколи не був одружений
- Джордж Гамільтон (помер у 1775 р.) – депутат парламенту.
- Преподобний Френсіс Гамільтон (1700 – 1746)
- Вільям Гамільтон (1703 – 1721) – загинув на борту корабля «Королева Анна»
- Чарльз Гамільтон (1704 – 1786) – депутат парламенту.
- Елізабет Гамільтон – одружена з Вільямом Браунлоу, потім з Мартіном де Керні.
- Мері Гамільтон (народилася до 1704 р.) – одружилась з Генрі Коллі із замку Карбері, графство Кілдер.
- Філіппа Гамільтон (померла 1767 р.) – одружилась з преподобним Бенджаміном Праттом, потім з Майклом О’Коннеллом.
- Джейн Гамільтон (до 1704 – 1753) – одружилась з Арчібальдом Дугласом-Гамільтоном, була його третьою дружиною. Вона також була коханкою Фредеріка, принца Уельського.

VII граф Аберкорн Джеймс Гамільтон був першим з графів Гамільтон, що отримав посаду таємного радника в Таємній Раді Ірландії та в Таємній Раді Англії. Він був відомим вченим та масоном. 10 листопада 1715 року він був обраний до Королівського наукового товариства. Він був масоном і був Великим Майстром Вищої Великої Ложі Англії протягом 1725 – 1726 років. У 1729 році він опублікував науковий трактат «Розрахунки і таблиці щодо каменів навантаження», в якому представлені результати експериментів, які він зробив з магнітами різних розмірів. Лорд Пейслі також вивчав музику, беручи уроки у Йоганна Крістофа Пепуша, відомого музиканта свого часу. У 1730 році він опублікував, базуючись на вченні Пепуша, анонімно і без згоди свого вчителя брошуру під назвою «Короткий трактат про гармонію».  Зрозуміло, вчитель почувався ображеним. Оскільки книга була написана погано і не мала ілюстрацій у музичних нотах, він був стурбований своєю репутацією, оскільки його зв’язок із книгою, безсумнівно, буде виявлено. Тому він допоміг підготувати друге вдосконалене видання, опубліковане в 1731 році. У квітні 1711 року Джеймс Гамільтон одружився з Енн Пламер (1690 – 1776) – дочкою полковника Джона Пламера з Вера, Хартфордшир. У Джеймса та Енн було шість синів і дві дочки: 
- Джеймс Гамільтон (1712 – 1789) – VIII граф Аберкорн
- Джон Гамільтон (бл. 1714 – 1755) - капітан Королівського флоту, батько Джона Гамільтона, 1-го маркіза Аберкорн.
- Вільям Гамільтон – помер молодим
- Енн Гамільтон (1715 – 1792) – вийшла заміж за сера Генрі МакВорта, VI баронета.
- Джордж Гамільтон (1718 – 1787) – канонік Віндзора, одружився з Елізабет Онслоу (пом. 1800) – дочкою генерал-лейтенанта Річарда Онслоу.
- Пламер Гамільтон – помер молодим
- Вільям (1721 – 1744) – загинув у битві під Олдерні.

VIII граф Аберкорн Джеймс Гамільтон отримав титул Віконта Гамільтон з Гамільтона в перстві Великої Британії 24 серпня 1786 року. 
Титул успадкував його племінник Джон Гамільтон, що отримав титул маркіза Аберкорн в перстві Великої Британії 15 жовтня 1790 року. Він був обраний депутатом Палати громад парламенту Великої Британії від Східного Лоо та від Сент-Джерман. У 1805 році від став кавалером Ордену Підв’язки. 
Титул успадкував Джеймс Гамільтлн, що став ІІ маркізом Аберкорн. Він став кавалером Ордену Підв’язки в 1944 році. Служив лорд-лейтенантом Ірландії в 1866 – 1868 роках, а потім знову в 1874 – 1876 роках. 10 серпня 1868 року він отримав титули маркіза Гамільтон, Страбен та герцога Аберкорн у перстві Ірландії. 
Титул успадкував його старший син Джеймс Гамільтон, що став ІІ герцогом Аберкорн. Він продовжив сімейну традицію і теж став кавалером Ордену Підв’язки в 1892 році. 
ІІІ герцог Аберкорн Джеймс Альберт Едвард Гамільтон був депутатом парламенту Великої Британії від Деррі. Отримав посаду губернатора Північної Ірландії. Став лицарем ордену Святого Патріка та лицарем Ордену Підв’язки.  
На сьогодні титулом володіє Джеймс Гамільтон, що став V герцогом Аберкорн. Він володіє ще трьома титулами і є кавалером Ордену Підв’язки.  
Герцоги Аберкор також претендують на французький титул герцога де Шательро, як спадкоємці ІІ графа Арран, що отримав титул у 1548 році від короля Франції Генріха II. Крім того, після смерті Вільяма Гамільтона – ІІ герцога Гамільтон у 1651 році, графи, маркізи та герцоги Аберкорн були законними претендентами на титул графа Арран (створеного в 1503 році) та лорда Гамільтона (з створення 1445 року), обидва титули перстві Шотландії, як найстарші спадкоємці Джеймса Гамільтона, герцога Шательро, і цей титул відображено на їхньому гербі з написом із трьох флер-де-ліс і там же зображена французька герцогська корона. Діана, принцеса Уельська, була правнучкою ІІІ герцога Аберкорн. Сімейна резиденція герцогів Аберкорн – замок Баронскорт, неокласичний заміський будинок у маєтку Баронс-Корт поблизу Ньютаунстюарта, Ома, що біля Страбейна, графство Тірон, Північна Ірландія. Традиційним місцем поховання герцогів Аберкорн та їх родичів є цвинтар парафіяльної церкви Баронскорт.

## Лорди Пейслі (1587)
- Клод Гамільтон (1543 – 1621) – І лорд Пейслі
- І граф Аберкорн був старшим сином І лорда Пейслі. Він помер раніше свого батька
- Джеймс Гамільтон – ІІ лорд Пейслі, ІІ граф Аберкорн

## Графи Аберкорн (1606)
- Джеймс Гамільтон (1575 – 1618) – І граф Аберкорн
- Джеймс Гамільтон (бл. 1604 – бл. 1670) – ІІ граф Аберкорн
- Джордж Гамільтон (бл. 1636 – бл. 1680) – ІІІ граф Аберкорн
- Клод Гамільтон (бл. 1659 – бл. 1691) – IV граф Аберкорн
- Чарльз Гамільтон (помер у 1701 р.) – V граф Аберкорн
- Джеймс Гамільтон (бл. 1661 – 1734) – VI граф Аберкорн
- Джеймс Гамільтон (1685 – 1744) – VII граф Аберкорн
- Джеймс Гамільтон (1712 – 1789) – VIII граф Аберкорн
- Джон Гамільтон (1756 – 1818) – IX граф Аберкорн

## Маркізи Аберкорн (1790)
- Джон Гамільтон (1756 – 1818) – І маркіз Аберкорн
- Джеймс Гамільтон (1811 – 1885) – ІІ маркіз Аберкорн (отримав титул герцога Аберкорн у 1868 році).

## Герцоги Аберкорн (1868)
- Джеймс Гамільтон (1811 – 1885) – І герцог Аберкорн
- Джеймс Гамільтон (1838 – 1913) – ІІ герцог Аберкорн
- Джеймс Альберт Едвард Гамільтон (1869 – 1953) – ІІІ герцог Аберкорн
- Джеймс Едвард Гамільтон (1904 – 1979) – IV герцог Аберкорн
- Джеймс Гамільтон (нар. 1934) – V герцог Аберкорн